# Chamabainia
Chamabainia es un género botánico con 3 especies de plantas de flores perteneciente a la familia Urticaceae.

## Especies seleccionadas
- Chamabainia cuspidata
- Chamabainia morii
- Chamabainia squamigera